# Proxy mở
Proxy mở (tiếng Anh: open proxy) là một trình phục vụ proxy mà một người dùng Internet bất kì đều có thể truy nhập.
Thông thường, một trình phục vụ proxy cho phép người dùng bên trong một nhóm mạng lưu và chuyển tiếp các dịch vụ Internet như DNS hoặc các trang web, nhằm mục đích giảm và kiểm soát băng thông mà nhóm sử dụng. Tuy nhiên, với một proxy "mở", một người dùng bất kỳ trên Internet có thể sử dụng dịch vụ chuyển tiếp này.
Bằng cách sử dụng một số proxy mở (những cái gọi là proxy mở "vô danh"), người dùng có thể che giấu địa chỉ IP thực của mình, không để dịch vụ Internet mà họ dùng biết được. Điều này đôi khi được dùng để lạm dụng hoặc phá hoại dịch vụ đó, có khả năng vi phạm luật pháp hoặc các điều kiện phục vụ của dịch vụ. Do đó, các proxy mở thường được coi là một vấn đề. Tuy nhiên, các proxy mở vô danh cũng được dùng để tăng tính vô danh hoặc bảo mật khi duyệt web hoặc khi dùng các dịch vụ Internet khác: địa chỉ IP thực của người dùng có thể được sử dụng để truy dẫn ra thông tin về người dùng và để thâm nhập vào máy tính của người đó. Ngoài ra, proxy mở còn được dùng để lách qua sự kiểm duyệt Internet của các chính phủ hoặc tổ chức. Một số trang web liên tục cung cấp các danh sách proxy mở mà các danh sách này được thường xuyên cập nhật.
Một máy tính có thể đang chạy một trình phục vụ proxy mở mà người chủ máy tính không biết. Đây có thể là kết quả của việc cấu hình sai phần mềm proxy đang chạy trên máy tính, hoặc do nhiễm phần mềm ác tính, virus, trojan hoặc sâu máy tính được thiết kế cho mục đích này.
Nhiều proxy mở chạy rất chậm, đôi khi dưới 14400 baud (14.4 kbit/s), hoặc thậm chí dưới 300 baud, có khi tốc độ có thể thay đổi từng phút từ nhanh xuống chậm. Một số, chẳng hạn các proxy PlanetLab, chạy nhanh hơn và được thiết lập với mục đích dành cho sử dụng rộng rãi.
Vì các proxy mở thường hàm ý sự lạm dụng, nhiều phương thức đã được tìm ra để phát hiện chúng và từ chối dịch vụ. Các mạng IRC với các chính sách sử dụng chặt chẽ tự động kiểm tra các máy khách xem có phải một trong các proxy mở đã biết hay không. Tương tự, trình chủ thư điện tử (mail server) có thể được cấu hình để tự động kiểm tra nơi gửi xem có phải proxy mở không, bằng các phần mềm như proxycheck. Ngày càng nhiều mail server được cấu hình sẵn để lấy thông tin từ các máy chủ DNSBL nhằm chặn spam; một vài trong số các DNSBL này cũng liệt kê các proxy mở.